# Бендзьмеровиці
Бендзьмеровиці (пол. Będźmierowice, нім. Schönbergen) — село в Польщі, у гміні Черськ Хойницького повіту Поморського воєводства.
Населення — 499 осіб (2011).
У 1975-1998 роках село належало до Бидгощського воєводства.

## Демографія
Демографічна структура станом на 31 березня 2011 року:
|          | Загалом | Допрацездатний вік | Працездатний вік | Постпрацездатний вік |
| -------- | ------- | ------------------ | ---------------- | -------------------- |
| Чоловіки | 259     | 68                 | 172              | 19                   |
| Жінки    | 240     | 62                 | 137              | 41                   |
| Разом    | 499     | 130                | 309              | 60                   |